# Jørn Bjerregaard
Jørn Bjerregaard (født 19. januar 1943) er en tidligere fodboldspiller. I slutningen af 1960'erne var han en angriber med international topklasse. Alligevel fik han ikke en eneste landskamp, fordi han var professionel.

## Karriere

### AGF
Jørn Bjerregaard var i sæsonerne 1962-66 en målfarlig angriber på AGFs 1. divisionshold og dannede makkerpar med Henning Enoksen i århusianernes angreb. Bjerregards styrke lå i hovedspillet og han scorede i alt 61 mål, heraf mange med hovedet. Jørn Bjerregaard var med til at vinde sølvmedaljer med AGF i 1964, pokalfinalen i 1965 samt bronzemedaljer i 1962. I 1965 delte han topscorerværdigheden i 1. division med Per Petersen, B 1903.

### Rapid Wien
I 1966 skiftede han til den østrigske klub Rapid Wien. Da der var forbud mod at bruge professionelle på landsholdet var det også en af årsagerne til, at Jørn Bjerregaard aldrig kom til at repræsentere Danmark.
For Rapid Wien vandt han det østrigske mesterskab to gange og pokalturneringen tre gange og sluttede i 1968 som topscorer i den østrigske Bundesliga. Tillige blev han i 1968 og i 1970 kåret til årets spiller i østrigsk fodbold.
Jørn Bjerregaard scorede i alt 127 mål for Rapid og regnes sammen med Hans Krankl for at være klubbens bedste angriber gennem tiderne.

### Målet i Madrid
Jørn Bjerregaards helt store stjernestund kom 20. november 1968 på Estadio Santiago Bernabéu i en kamp i Mesterholdenes Europa Cup mod Real Madrid. Rapid Wien havde vundet det første opgør med 1-0 og var bagud med 0-1. Jørn Bjerregaard udlignede på langskud, og selvom Real Madrid vandt 2-1 gik Rapid videre på reglen om udebanemål.

### Eisenstadt
I 1972 skiftede Jørn Bjerregaard under store protester fra Rapids tilhængere til SC Eisenstadt og scorede 23 mål i sin første sæson. Efterfølgende blev Bjerregaard midtbanespiller og sluttede sin sidste sæson i klubben som central forsvarsspiller.
Jørn Bjerregaard vendte i 1976 tilbage til Aarhus for en kort bemærkning. Det var som træner i 2. division for AGF, som han førte tilbage til dansk fodbolds bedste række. Trods succesen vendte Jørn Bjerregaard tilbage til Østrig, hvor han har boet lige siden.

## Titler
- Østrigsk mester 1967 og 1968
- Østrigsk pokalvinder 1968, 1969 og 1972
- Dansk pokalvinder 1965
- Topscorer i 1. division 1965
- DM-sølv 1964 og DM-bronze 1962
- Årets Fodboldspiller i Østrig 1968 og 1970
- Topscorer i den østrigske Bundesliga 1968

## referencer
1. ↑  "En århusianer i Wien". tipsbladet.dk. 6. juni 2008. Hentet 7. februar 2019.
2. ↑  "JØRN BJERREGAARD FYLDER 75 ÅR". agf.dk. 19. januar 2018. Arkiveret fra originalen 9. februar 2019. Hentet 7. februar 2019.
3. ↑  "Johnny BJERREGAARD". rapidarchiv.at. Hentet 7. februar 2019.
4. ↑  "Als Rapid Wien Real Madrid aus dem Europacup warf". Youtube. 31. oktober 2017.
5. ↑  "AGF'eren, der blev en ægte østriger". jyllands-posten.dk. 3. juli 2000. Hentet 7. februar 2019.